# Президентские выборы в Азербайджане (2024)
Внеочередные президентские выборы в Азербайджане состоялись 7 февраля 2024 года. Они стали девятыми по счёту выборами президента страны и вторыми подряд внеочередными, а также первыми выборами, которые состоялись после восстановления территориальной целостности Азербайджана.
Согласно действующей Конституции Азербайджана, не предусматривающей ограничение на количество сроков на должности главы государства, действующий президент Ильхам Алиев был переизбран на пятый срок.

## Предыстория

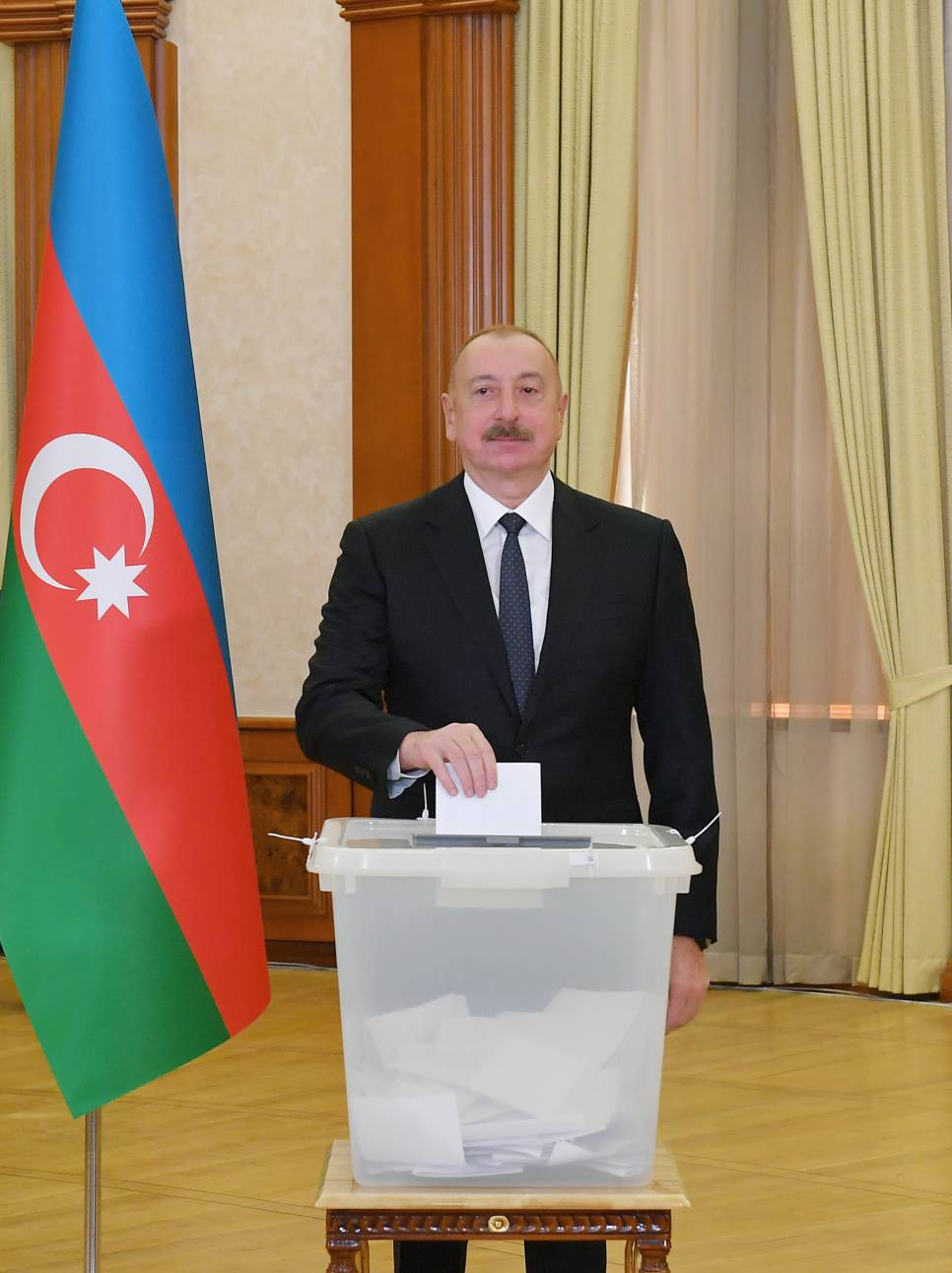
Действующий президент Ильхам Алиев голосует в городе Ханкенди

Действующий президент Ильхам Алиев, сменивший своего отца Гейдара Алиева, находится у власти с 2003 года. Избранный в том же году, а затем переизбранный в 2008, 2013 и 2018 годах, Алиев, по мнению ряда источников, стоит у руля авторитарного режима, иногда называемого диктаторским.
Последние выборы в апреле 2018 года были проведены после пересмотра конституции на референдуме в 2016 году, который продлил срок полномочий главы государства с 5 до 7 лет (ограничение на количество сроков президента было убрано на референдуме в 2009 году). Явный фаворит в условиях бойкота голосования оппозицией, Алиев победил в первом туре, набрав 86 % голосов избирателей.
Организация по безопасности и сотрудничеству в Европе (ОБСЕ) сочла выборы недемократическими, признавая, что голосование было проведено в ограничительной политической обстановке, в отсутствии настоящей конкуренции и в соответствии с законами, которые ограничивают основные права и свободы. Наблюдатели ОБСЕ также отметили повсеместное несоблюдение обязательных процедур, недостаток прозрачности и многочисленные серьёзные нарушения, такие как вброс фальшивых бюллетеней. Глава делегации Парламентской ассамблеи Совета Европы (ПАСЕ), заявил о необходимости учитывать, что в политической среде, где скомпрометированы демократические принципы и не соблюдается верховенство закона, честные и свободные выборы невозможны.
В ходе 44-дневной войны Азербайджан одерживает крупную победу, тем самым частично вернув себе и Нагорный Карабах и полностью — территории семи прилегающих районов. Во время боевых действий в 2023 году Азербайджан возвращает себе всю спорную территорию, ранее контролируемую непризнанной Нагорно-Карабахской Республикой. Ильхам Алиев, в то время как около 75 % населения одобряют его решение конфликта, в декабре объявляет о проведении досрочных выборов президента, первоначально запланированных на апрель 2025 года. Таким образом, впервые в истории независимого Азербайджана выборы пройдут на всей общепризнанной территории страны, включая Нагорный Карабах и семь прилегающих районов.

## Обстановка
Летом и осенью 2023 года в Азербайджане участились аресты, считаемые правозащитниками политическими. Согласно их наблюдениям, общее число политических заключённых с весны этого года возросло более чем вдвое — до 254 человек. За две недели до назначения досрочных выборов началась череда арестов журналистов, занимающихся расследованием коррупции.

## Избирательная система
Президент Азербайджана избирается сроком на 7 лет (без ограничения на количество сроков) на основе всеобщих, равных и прямых выборов при свободном, личном и тайном голосовании.
Президентом может быть избран любой азербайджанский гражданин, который постоянно проживает на территории Азербайджана не менее 10 лет, обладает избирательным правом, не был судим за тяжкое преступление, имеет высшее образование и не имеет двойного гражданства, а также не имеет обязательств перед другими государствами.
Президентом избирается кандидат, набравший в 1-м туре больше половины голосов избирателей. В противном случае проводится 2-й тур президентских выборов (во 2-е воскресенье после 1-го), в котором участвуют только 2 кандидата, набравших больше всего голосов в 1-м туре. Если из прошедших 2-х кандидатов кто-то отзовёт свою кандидатуру, то во 2-м туре будут участвовать следующие по количеству голосов кандидаты. Во 2-м туре президентом избирается кандидат, набравший большинство голосов.

## Проведение

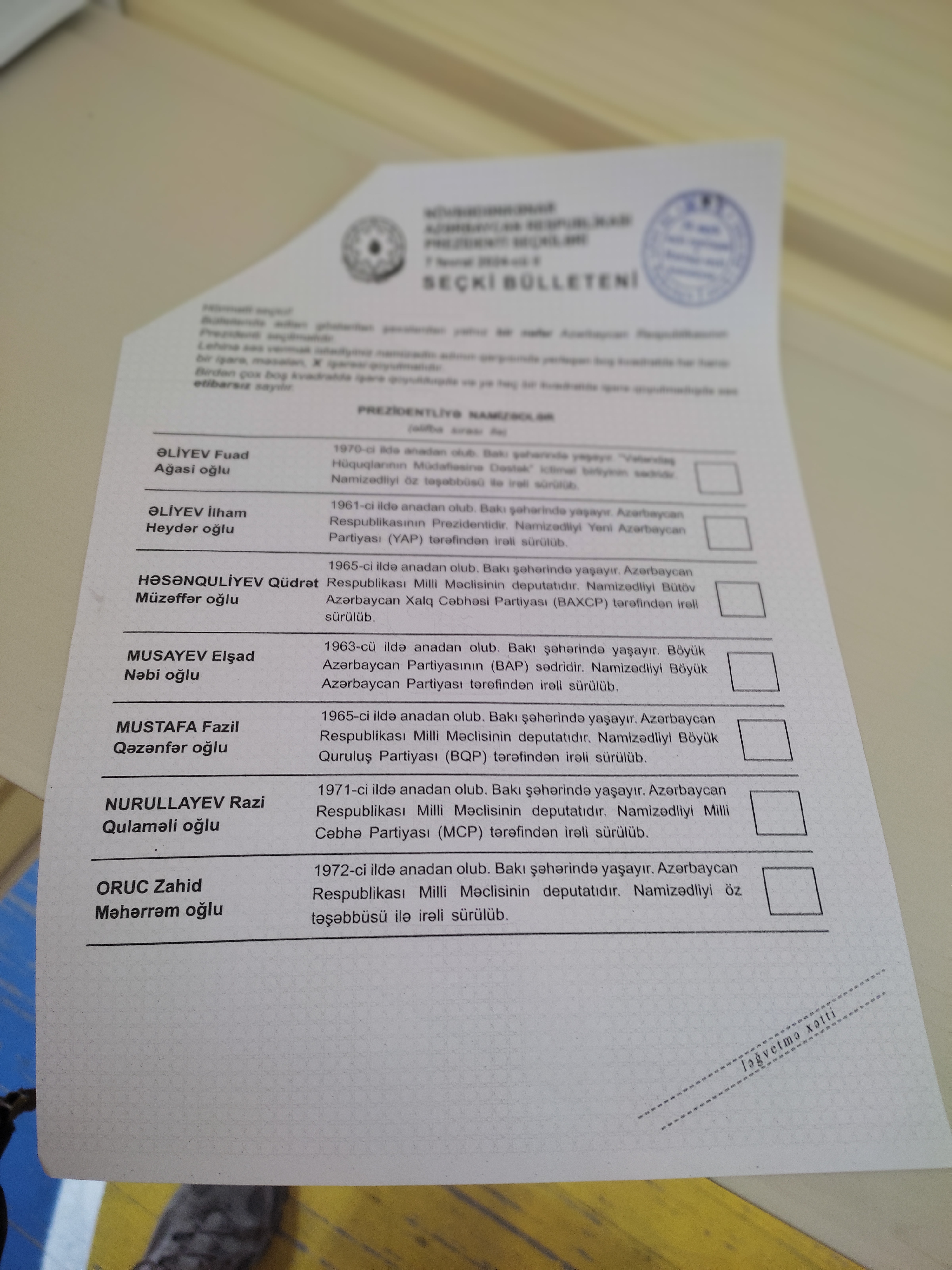
Бюллетень с именами кандидатов в кабинке для голосования

8 декабря 2023 года состоялось заседание Центральной избирательной комиссии Азербайджана (ЦИК). На заседании было одобрено решение о проведении внеочередных выборов и о назначении их на 7 февраля 2024 года. Председатель ЦИК Мазахир Панахов обратился к международным организациям, пообещав, что каждый поднятый ими вопрос будет открыто сообщён общественности и обсуждён. Исполнительный комитет СНГ, получив письменное приглашение наблюдать за выборами, объявил, что миссия наблюдателей СНГ будет задействована.
Для бесплатной агитации кандидаты вправе размещать свои материалы в газетах «Азербайджан», «Халг газети», «Бакинский рабочий», «Республика». 44 средства массовой информации получили право предоставления эфирного времени для платной агитации кандидатов. Эфирное время на Общественном телевидении предоставлено в прайм-тайме в 21:00.
Количество избирателей в списках составило 6 млн 478 тыс. 623 чел. Всего напечатано 6 млн. 524 тыс. 203 избирательных бюллетеня.

### Расписание
ЦИК Азербайджана утвердила Календарный план основных мероприятий подготовки и проведения в стране внеочередных президентских выборов, назначенных на 7 февраля 2024 года.
| Время                                               | Событие |
| --------------------------------------------------- | --- |
| 9 декабря 2023                                      | Начало процесса выдвижения кандидатов |
| с 19 декабря 2023 по 8 января 2024, 18:00           | Приём документов для регистрации кандидатов |
| с 15 января до 6 февраля 2024, 08:00                | Предвыборная агитация |
| до 28 января 2024                                   | Получение аккредитации в качестве наблюдателя на выборах |
| до 2 февраля 2024                                   | Подача заявок на наблюдение за выборами в помещениях избирательного участка в окружную избирательную комиссию |
| 7 февраля 2024, с 08:00 по 19:00.                   | Выборы |
| 7 февраля 2024, в 10:00, 12:00, 15:00, 17:00, 19:00 | Объявление предварительных данных о явке избирателей на выборы |
| 7 февраля 2024, с вечера и в последующее время      | Обнародование сведений протоколов участковых и окружных избирательных комиссий об итогах выборов |
| 8 февраля 2024, не позднее 19:00                    | Участковые избирательные комиссии должны будут представить первые экземпляры протоколов об итогах выборов в окружные избирательные комиссии                                                                                             |
| не позднее 9 февраля 2024                           | Окружные избирательные комиссии обязаны представить в ЦИК первые экземпляры протоколов об итогах голосования по округу. После поступления протоколов с округов, ЦИК должен немедленно объявить первичные обобщённые результаты выборов. |
| до 17 февраля 2024                                  | Конституционный суд должен проверить и утвердить результаты выборов |

### Избирательные участки
Согласно данным, предоставленными ЦИК Азербайджана 19 сентября 2023 года, избирательные округа в стране были реорганизованы с учётом нормы представительства избирателей.
Ввиду возвращения Азербайджаном Нагорного Карабаха, президентские выборы 2024 года впервые пройдут на всей признанной территории страны. 20 000 избирателей примут участие в голосовании на избирательных участках на ранее оккупированной территории Нагорного Карабаха. Всего на освобождённой территории создано 26 избирательных участков.
Всего по стране создано 6 537 избирательных участка. Для голосования граждан, находящихся за рубежом, в 37 странах создано 49 избирательных участков.

### Финансовое и техническое обеспечение
На расходы по проведению выборов и статистических мероприятий из государственного бюджета Азербайджана было выделено около 110,9 миллиона манатов (0,3 %), как указано в Законе «О государственном бюджете Азербайджанской Республики на 2024 год».
Более 6 тысяч избирательных участков обеспечены интернетом.

### Выдвижение кандидатов
15 декабря 2023 года на расширенном заседании правления партии «Новый Азербайджан» Ильхам Алиев был выдвинут в качестве кандидата в президенты от партии.
На 17 декабря 2023 года свои кандидатуры также выдвинули председатель партии «Великий Азербайджан» Эльшад Мусаев, председатель «Партии Великого Созидания» депутат Фазиль Мустафа, председатель правления Центра социальных исследований Азербайджана депутат Захид Орудж.
Всего 17 физических лиц обратились в ЦИК Азербайджана для регистрации в качестве кандидатов в президенты Азербайджана (5 — от политических партий, 12 — в качестве самовыдвиженцев).

### Утверждение кандидатов

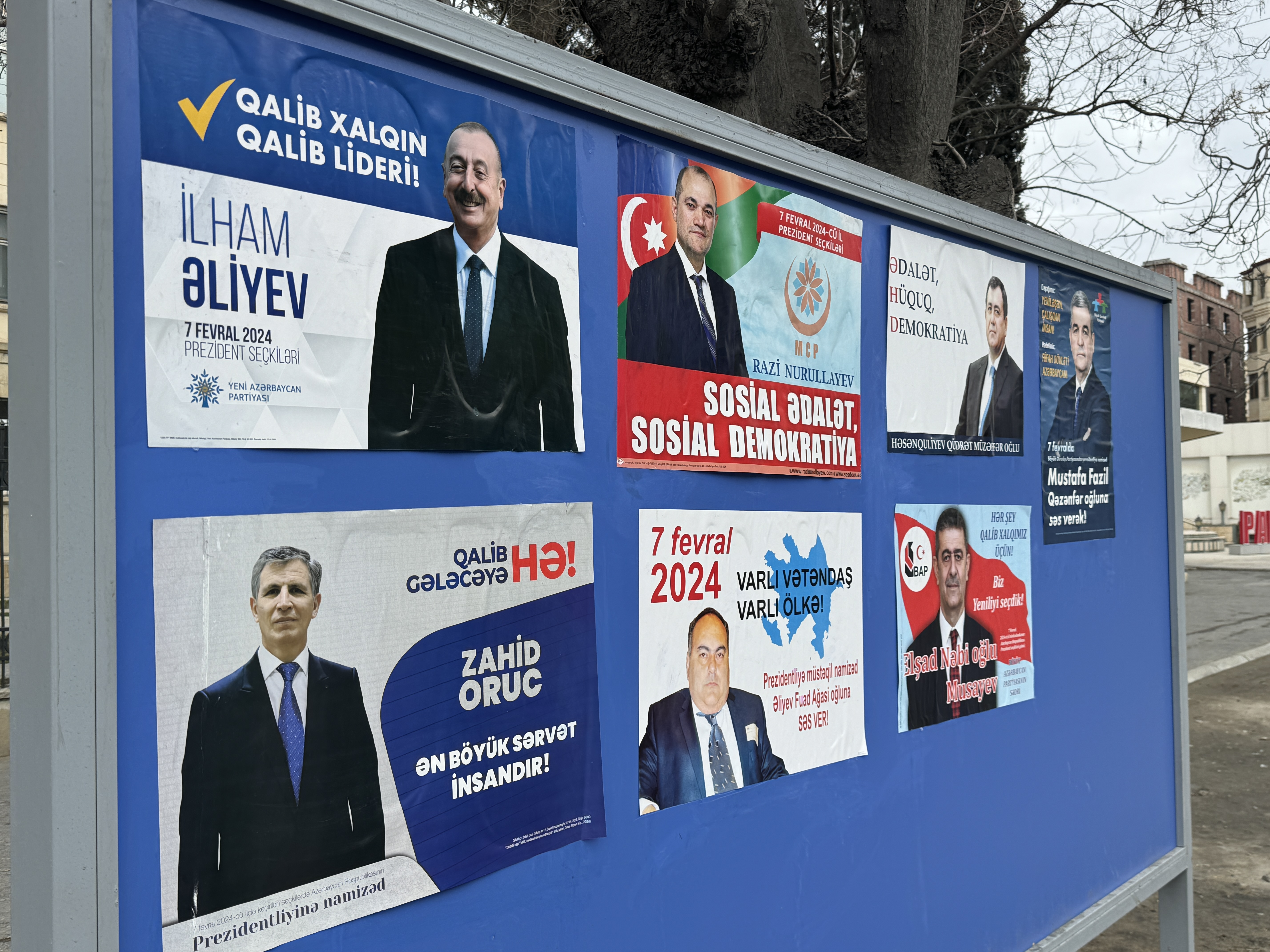
Доска с постерами кандидатов в президенты

19 декабря 2023 года кандидатура Ильхама Алиева утверждена ЦИК Азербайджана.
21 декабря утверждены кандидатуры Захида Оруджа, Фуада Алиева, Фазиля Мустафы, Эльшада Мусаева, Гудрата Гасангулиева (Партия единого народного фронта), Рази Нуруллаева (Партия национального фронта).
26 декабря 2023 года ЦИК Азербайджана утвердил выдвижение кандидатов Сарвана Идрис оглы Керимова, Метлеба Азизулла оглы Муталлимли, Абуталыба Ганбар оглы Самедова, Фикрета Гусейн оглы Юсифова, Юсифа Газанфар оглы Багирзаде, Арзумана Саид оглы Абдулкеримова, Юнуса Исахан оглы Огуза, Гуламгусейна Сурхай оглы Алибейли, являющихся самовыдвиженцами.
На 28 декабря 2023 года ЦИК утвердил 15 кандидатов, 5 из которых выдвинуты политическими партиями, 10 являются самовыдвиженцами.
30 декабря 2023 года утверждена кандидатура самовыдвиженца Намизада Гейдар оглы Сафарова. Таким образом, общее количество кандидатов достигло 16.
31 декабря 2023 года утверждена кандидатура Авеза Бабирхан оглы Темирхана, участвующего в порядке самовыдвижения.
Всего было утверждено 17 кандидатов из 17 подавших обращения в ЦИК.

### Регистрация кандидатов
Для регистрации кандидатов согласно законодательству необходимо было набрать 40 000 подписей в 60 из действующих 125 избирательных округов.
Подписные листы с набранным необходимым количеством подписей были сданы 7 кандидатами.
30 декабря 2023 года ЦИК зарегистрировал кандидатуру Ильхама Алиева на пост президента Азербайджана. 6 января 2024 года ЦИК АР зарегистрировал кандидатуру Захида Оруджа и Рази Нуруллаева. 9 января зарегистрированы кандидатуры Гудрата Гасангулиева, Фазиля Мустафы, Эльшада Мусаева, Фуада Алиева.
Регистрация кандидатов завершилась 9 января 2024 года. Всего для участия в выборах зарегистрировано 7 кандидатов.

### Наблюдатели
На 6 февраля 2024 года ЦИК зарегистрировано более 90 тысяч наблюдателей. Из них 790 международных наблюдателей из 72 международных организаций, являющиеся гражданами 89 стран.
В наблюдении участвуют 6045 наблюдателей от 78 неправительственных организаций Азербайджана.
Действуют международные наблюдатели от Межпарламентской ассамблеи СНГ, Бюро по демократическим институтам и правам человека ОБСЕ, Парламентской ассамблеи тюркоязычных стран, Парламентского собрания Союза Беларуси и России, Организации тюркских государств, аппарата омбудсмена Азербайджана
Более, чем на 1 000 избирательных участков были установлены веб-камеры. Трансляцию выборов в интернете посмотрело более 468 000 человек, в том числе из США, Турции, Великобритании.
На 1 февраля 2024 года 119 журналистов из 63 иностранных СМИ получили аккредитацию для освещения выборов, в том числе СМИ Японии, Италии, Германии, Турции, России.
Проведение экзитполов осуществляют Центр мониторинга «Rəy», ООО «Центр социологических исследований», Лига защиты трудовых прав граждан, Oracle Advisory Group.

### Явка избирателей
На 17:00 проголосовало 4 млн 590 тыс. 75 избирателей.
В Нахичевани по состоянию на 19-00 явка составила 82,09 %. Проголосовали 234 408 чел.

### Данные экзитополов
Экзитпол «Oracle Advisory Group» совместно с Лигой защиты трудовых прав граждан проведён среди 63 000 избирателей из разных частей страны. По данным экзитпола, 93,9 % избирателей проголосовали за Ильхама Алиева, 1,8 % проголосовали за Захида Оруджа, 1,5 % набрал Фазиль Мустафа, 1,2 % — Гудрат Гасангулиев, 0,9 % — Рази Нуруллаев, 0,4 % — Эльшад Мусаев, 0,3 % — Фуад Алиев.
По результатам экзитполов ООО «Центр социологических исследований», 92,4 % избирателей проголосовали за Ильхама Алиева.
По результатам экзитполов мониторингового центра «Rəy», 92,6 процента избирателей проголосовали за Ильхама Алиева.

## Итоги
Согласно п. 2 ст. 101 Конституции Азербайджана Президент Азербайджана избирается большинством более половины голосов избирателей, участвовавших в голосовании.
11 февраля 2024 года Центральная избирательная комиссия составила протокол № 10/36 об итогах голосования по выборам Президента Азербайджана.
Всего было подано 4 967 795 избирательных бюллетеней с голосами избирателей. 9 828 бюллетеней были признаны недействительными, 4 957 967 — действительными.
Итоги голосования:
- Алиев Фуад Агаси оглы — 26 517 голосов (0,54 %)
- Алиев Ильхам Гейдар оглу — 4 567 458 голосов (92,12 %)
- Гасангулиев Гудрат Музаффар оглы — 85 411 голосов (1,72 %)
- Мусаев Эльшад Наби оглы — 32 885 голосов (0,66 %)
- Мустафа Фазиль Газанфар оглы — 98 421 голосов (1,99 %)
- Нуруллаев Рази Гуламали оглы — 39 643 голосов (0,80 %)
- Орудж Захид Магеррам оглы — 107 632 голосов (2,17 %)

ЦИК представила протокол об итогах голосования в Конституционный суд Азербайджана.
Согласно ст. 102 Конституции Азербайджана 13 февраля 2024 года пленум Конституционного суда вынес постановление об утверждении и официальном объявлении итогов выборов.
Конституционный суд объявил кандидата в Президенты Азербайджана Ильхама Гейдар оглы Алиева избранным Президентом Азербайджана.

## Мнения
Член правящей партии «Новый Азербайджан», депутат Национального собрания Нагиф Гамзаев сказал: «В нашем регионе происходят различные и быстрые процессы. На фоне этого необходимо предпринимать оперативные шаги и опережать некоторые процессы. C этой точки зрения, возникла необходимость в проведении внеочередных президентских выборов». Он считает, что «азербайджанский народ и так всегда поддерживал президента, господина Ильхама Алиева, и абсолютное большинство голосовало за него». По словам Гамзаева, поддержка президента особенно сильна после победы в войне с Арменией в 2020 году, и он полагает, что «с этой точки зрения всем ясно, что и на предстоящих выборах победит господин президент и разницы нет, когда проводить выборы: на год раньше или на год позже».
По мнению аналитика Сергея Маркедонова, эти выборы фактически станут «плебисцитом о поддержке первого лица и доверии к нему» и «лучше… после новогодних торжеств завершить кампанию по переизбранию президента в собранной стране».
По словам Арифа Юнуса, президентская кампания позволит Ильхаму Алиеву уйти от необходимости срочного заключения мира с Арменией, поскольку «выборы — хороший предлог отодвинуть встречу с Пашиняном».
Председатель партии «Мусават» Ариф Гаджилы отметил, что «обычно внеочередные парламентские или президентские выборы проводят, когда в стране возникает кризисная ситуация, для её устранения. В настоящее время в Азербайджане никакого политического кризиса нет. По крайней мере, так представляется». Он считает, что назначение выборов в течение короткого периода — это игнорирование интересов азербайджанского общества, два месяца для проведения выборов очень короткий период для ведения избирательной кампании, тем более, когда если выборы назначаются внезапно. На его взгляд, нет никакой необходимости для внеочередных президентских выборов.
Партия «Республиканская альтернатива» (РЕАЛ) в ближайшие дни решит на своём политическом комитете будет ли выдвигать кандидата на внеочередных выборах или нет. Её глава Ильгар Мамедов заявил, что они будут «в любом случае… призывать всех избирателей принять участие в голосовании».
Председатель партии "Народный фронт Азербайджана" Али Керимли считает, что назначение внеочередных выборов без предварительных общественных обсуждений является подготовкой к «фальсификации выборов». Участившиеся в последние месяцы аресты оппозиционеров и журналистов, по его словам, можно объяснить как раз подготовкой к ней. По его мнению, внезапность выборов лишает оппозицию возможности к ним подготовиться, из чего следует, что выборы будут неконкурентными. «Становится ясно, почему в последние дни произошла серия незаконных арестов, почему искусственно нагнеталась напряжённость в отношениях с США, ЕС и ОБСЕ. Ильхам Алиев этими шагами готовил почву для облегчения фальсификации выборов. В обстановке тотальных репрессий, изоляции от демократического мира, он решил внезапно устроить постановочные выборы, проводимые даже без минимальных возможностей [для конкурентов]. Посредством очередной фальсификации он хочет ещё больше продлить свою власть», — считает Керимли. Он также связывает перенос выборов с назначенными на март президентскими выборами в России.
Руководитель Института политического менеджмента Азер Гасымлы считает, что проведение президентских выборов на 15 месяцев раньше срока свидетельствует, что «глава государства не уверен в себе». Он отмечает: «В этом году экономический рост в Азербайджане был самым низким в СНГ. В стране нарастает социальная напряжённость и вероятно в будущем году она достигнет пика. Они не смогли превратить карабахскую победу в легитимность и общественную поддержку. На руках властей нет козырей, для использования во внешней политике». «Знаменательно, что внеочередные выборы назначены на следующий день после встречи с помощником госсекретаря США О’Брайеном. Видимо на встрече стало ясно, что напряжённость в отношениях между властями Азербайджана и США будет нарастать. С учётом репрессий последних месяцев можно полагать, что в будущем году они продолжаться», — утверждает Гасымлы.